# Eunicea pinta
Eunicea pinta är en korallart som beskrevs av Bayer och Elisabeth Deichmann 1958. Eunicea pinta ingår i släktet Eunicea och familjen Plexauridae. Inga underarter finns listade i Catalogue of Life.